# Shūhei Kawasaki
Shūhei Kawasaki (川﨑 修平 Kawasaki Shūhei?, Osaka, 28 de abril de 2001) es un futbolista japonés que juega como delantero en el Tokyo Verdy de la J1 League.

## Trayectoria
En 2019 se unió al Gamba Osaka de la J1 League. Dos años después se marchó al fútbol europeo para jugar en el Portimonense S. C. Este lo cedió a inicios de 2023 al Vissel Kobe. Con el final de temporada regresó a Portugal y en julio de 2024 fichó por el Valmiera F. C. letón.

## Clubes
| Club                 | País     | Año       |
| -------------------- | -------- | --------- |
| Gamba Osaka          | Japón    | 2019-2021 |
| Portimonense S. C.   | Portugal | 2021-2024 |
| Vissel Kobe (cedido) | Japón    | 2023      |
| Valmiera F. C.       | Letonia  | 2024      |

## Palmarés

### Títulos nacionales
| Título    | Club        | País  | Año  |
| --------- | ----------- | ----- | ---- |
| J1 League | Vissel Kobe | Japón | 2023 |